# Josep Ángel Saiz Meneses
Josep Ángel Saiz Meneses (Sisante, 2 de agosto de 1956) é um clérigo espanhol e nomeado arcebispo católico romano de Sevilha .

## Biografia

### Formação e sacerdócio
Iniciou os estudos eclesiásticos em 1968, ingressando no Seminário Menor Diocesano Nuestra Señora de Montalegre da arquidiocese de Barcelona, mais tarde entre 1975 e 1977 formou-se em psicologia pela Universidade de Barcelona, e desde o último mudou-se para Castilla-La Mancha onde estudou e fez cursos de filosofia, espiritualidade e teologia no Seminário Maior de Toledo, sendo ordenado sacerdote em 15 de julho de 1984 pelo Cardeal Marcelo González Martín em Catedral de Santa María de Toledo. No mesmo ano da sua ordenação, licenciou-se em Teologia pela Faculdade de Teologia do Norte de Espanha da cidade de Burgos.
Como sacerdote começou a trabalhar na arquidiocese de Toledo, onde obteve alguns destinos, sendo reitor em Los Alares e em Anchuras entre 1984 e 1985 mudou-se para Castilla y León onde se tornou capelão militar no Hospital de Valladolid, mais tarde, entre 1986 e 1989 voltou para a arquidiocese de Toledo onde foi vigário de Illescas, capelão da área das Equipes de Nossa Senhora e da área do Movimento dos Professores e Professores Cristãos e também foi professor da religião na Escola de Formação Profissional La Sagra de Illescas.
Em 1989 foi para Barcelona onde foi nomeado vigário na paróquia do bairro de San Andrés de Palomar e em 1992 foi pároco da Virgen del Rosario de Sardañola del Vallés, responsável pela Pastoral Universitária e Serviço de Assistência e Educação Religiosa ( SAFOR ) da Universidade Autônoma de Barcelona e também responsável pelo Centro Cristão para Estudantes Universitários de Sardañola del Vallés. Em 1995 foi nomeado capelão diocesano do movimento eclesial Cursillos de Cristiandad. Durante todos esses anos, fez doutorado em Teologia na Faculdade de Teologia da Catalunha., obtendo o título em 1993.
Em 6 de maio de 2000, foi nomeado Secretário-Geral e Chanceler da Arquidiocese de Barcelona, onde em 10 de abril de 2001 se tornou membro do Colégio de Consultores da mesma Arquidiocese.

### Bispo
Em 30 de outubro de 2001, o Papa João Paulo II o nomeou Bispo Auxiliar de Barcelona e ou Bispo Titular da diocese tunisiana de Selemsele (pertencente à Arquidiocese de Cartago), recebendo o sacramento da ordem em 15 de dezembro do mesmo ano na Catedral de Santa Eulália em Barcelona, nas mãos do Cardeal Ricardo Maria Carles i Gordó e, Os co-consagradores Arcebispo Manuel Monteiro de Castro, Núncio Apostólico na Espanha, e Antonio Cañizares Llovera, Arcebispo de Toledo.
Em 15 de junho de 2004 foi nomeado bispo por João Paulo II da recém-criada diocese de Tarrasa, tomando posse da nova diocese em 25 de julho do mesmo ano na Catedral do Espírito Santo de Terrassa, também durante este tempo foi nomeado Administrador Apostólico da Arquidiocese de Barcelona e da recém-criada Diocese de Sant Feliu de Llobregat.
Como membro da Conferência Episcopal Espanhola (CEE), pertenceu onde pertenceu de 2002 a 2005 à Comissão Episcopal de Ensino e Catequese de 2002 a 2005, ao Apostolado Secular, à Comissão de Vida Consagrada até 2008 e, desde então, preside a Comissão de Seminários e Universidades.
Em 20 de outubro de 2011, na reunião da CCXXI da Comissão Permanente, San Juan de Ávila, Doutor da Igreja, foi nomeado membro da Mesa .
Em 17 de abril de 2021, foi anunciada sua nomeação como arcebispo de Sevilha 
Em 30 de abril de 2022, foi nomeado como membro da Congregação para a Causa dos Santos.